# Zagorje, Ogulin
Zagorje (do leta 1991 se je naselje imenovalo Zagorje Modruško) so naselje na Hrvaškem, ki upravno spada pod mesto Ogulin Karlovške županije.
Naselje Zagorje se omenja že 15. stoletju v Modruškem urbarju. Tradicionalno se ime Zagorje uporablja kot skupno ime za celo dolino južno od jezera Sabljaci ter goro Veljun na eni strani in gorskim hrbtom Velike Kapele na drugi strani doline. Področje je danas katastarsko razdeljeno na več naselji: Donje Zagorje, Gornje Zagorje, Desmerice, Ribarići in Zagorje.

## Demografija
| Pregled števila prebivalcev po letih | Pregled števila prebivalcev po letih | Pregled števila prebivalcev po letih | Pregled števila prebivalcev po letih | Pregled števila prebivalcev po letih | Pregled števila prebivalcev po letih | Pregled števila prebivalcev po letih | Pregled števila prebivalcev po letih | Pregled števila prebivalcev po letih | Pregled števila prebivalcev po letih | Pregled števila prebivalcev po letih | Pregled števila prebivalcev po letih | Pregled števila prebivalcev po letih | Pregled števila prebivalcev po letih | Pregled števila prebivalcev po letih |
| ------------------------------------ | ------------------------------------ | ------------------------------------ | ------------------------------------ | ------------------------------------ | ------------------------------------ | ------------------------------------ | ------------------------------------ | ------------------------------------ | ------------------------------------ | ------------------------------------ | ------------------------------------ | ------------------------------------ | ------------------------------------ | ------------------------------------ |
| 1857                                 | 1869                                 | 1880                                 | 1890                                 | 1900                                 | 1910                                 | 1921                                 | 1931                                 | 1948                                 | 1953                                 | 1961                                 | 1971                                 | 1981                                 | 1991                                 | 2001                                 |
| 284                                  | 661                                  | 722                                  | 248                                  | 227                                  | 252                                  | 230                                  | 241                                  | 339                                  | 286                                  | 265                                  | 344                                  | 450                                  | 427                                  | 127                                  |